# Mai Kuraki Symphonic Collection in Moscow
『Mai Kuraki Symphonic Collection in Moscow』（マイクラキ シンフォニック コレクション イン モスクワ）は、2012年12月19日にビーイングのNORTHERN MUSICレーベルから発売された倉木麻衣のミュージックビデオ。

## 概要
- 倉木自身の楽曲をシンフォニックアレンジで収録したものである[1]。
- クラシックの聖地モスクワのモスクワシンフォニーオーケストラ、東京フィルハーモニー交響楽団（#4,6,9,10）等とレコーディング。

## 収録曲
Disc-1　（DVD）
| #  | タイトル               | 作詞 | 作曲・編曲 |
| -- | ---------------------- | ---- | ---------- |
| 1. | 「儚さ（Music Clip）」 |      |            |

Disc-2 　（CD）
| extra10extra12 |                                                                         |      |            |
| #              | タイトル                                                                | 作詞 | 作曲・編曲 |
| 1.             | 「儚さ(シンフォニックアレンジ)」                                        |      |            |
| 2.             | 「Time after time〜花舞う街で〜(シンフォニックアレンジ)」(15thシングル) |      |            |
| 3.             | 「Secret of my heart(シンフォニックアレンジ)」(3rdシングル)             |      |            |
| 4.             | 「touch Me!(シンフォニックアレンジ)」                                   |      |            |
| 5.             | 「冷たい海(シンフォニックアレンジ)」(7thシングル)                       |      |            |
| 6.             | 「わたしの、しらない、わたし。(シンフォニックアレンジ)」                |      |            |
| 7.             | 「Can't forget your love(シンフォニックアレンジ)」(10thシングル)        |      |            |
| 8.             | 「Reach for the sky(シンフォニックアレンジ)」(6thシングル)              |      |            |
| 9.             | 「Love, Day After Tomorrow(シンフォニックアレンジ)」(デビューシングル)  |      |            |
| 10.            | 「Stand Up(シンフォニックアレンジ)」(8thシングル)                       |      |            |
| 11.            | 「chance for you(シンフォニックアレンジ)」                              |      |            |
| 12.            | 「always(シンフォニックアレンジ)」(9thシングル)                         |      |            |

Disc-3　（DVD）※完全生産限定BOXのみの特典
| #  | タイトル                                                | 作詞 | 作曲・編曲 |
| -- | ------------------------------------------------------- | ---- | ---------- |
| 1. | 「Making of Mai Kuraki Symphonic Collection in Moscow」 |      |            |

※完全生産限定BOXには、写真集と時計キットも入っている。

## 作家クレジット
- 全作詞：倉木麻衣
- 作曲：大野愛果（#2,3,5,7,8,9,11,12）
- 作曲：徳永暁人（#10）
- 作曲：藤原いくろう（#1）
- 作曲：望月由絵（#4,6）